# ゲバルト棒

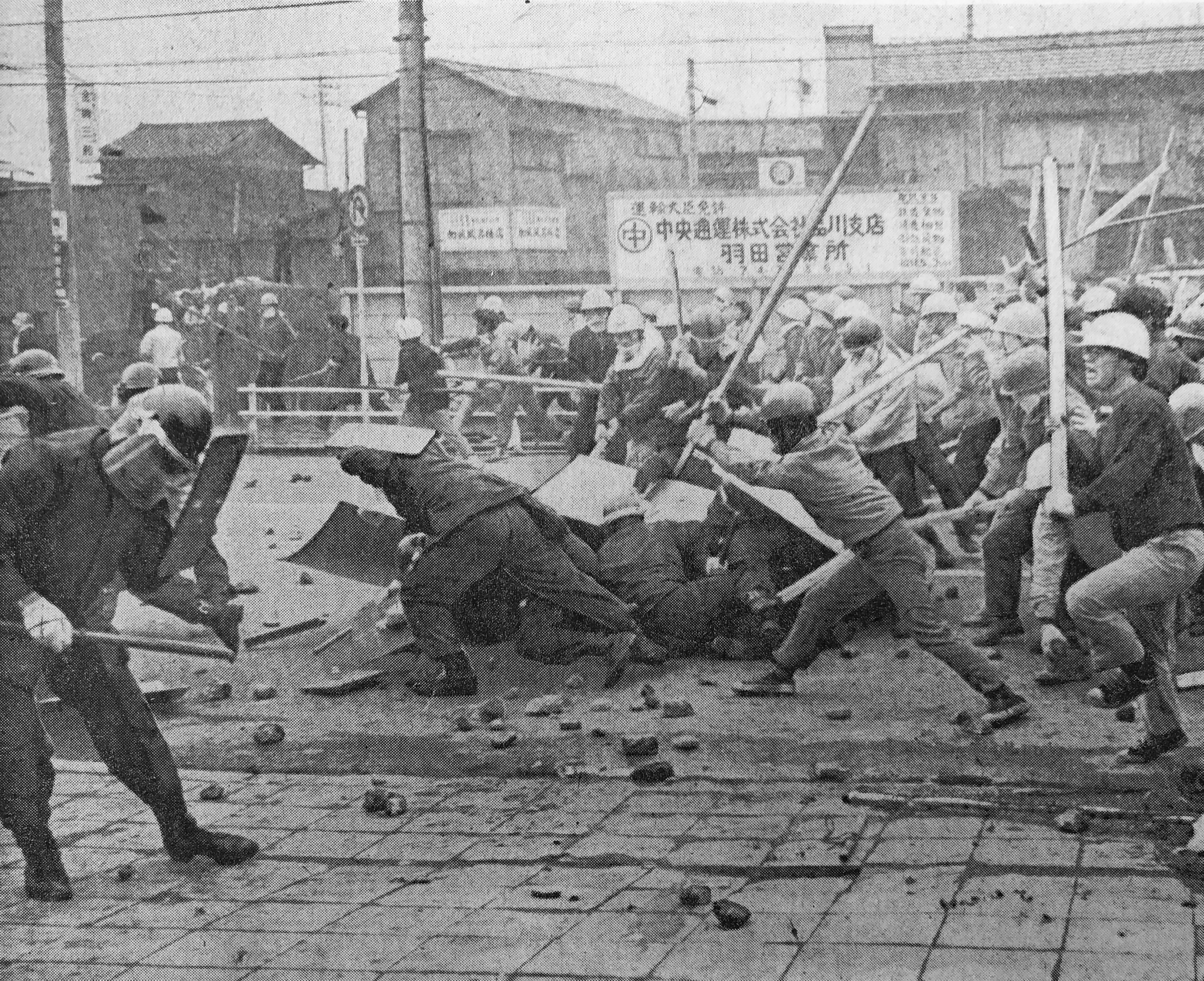
第二次羽田闘争（1967年11月12日）。ゲバ棒をもつ学生ら。

ゲバルト棒（ゲバルトぼう）とは、主として新左翼活動家が用いる角材やそれに類似する棒状の武器。ゲバ棒と略されることが多い。日本共産党・民主青年同盟は民主化棒と呼んだ。

## 概要

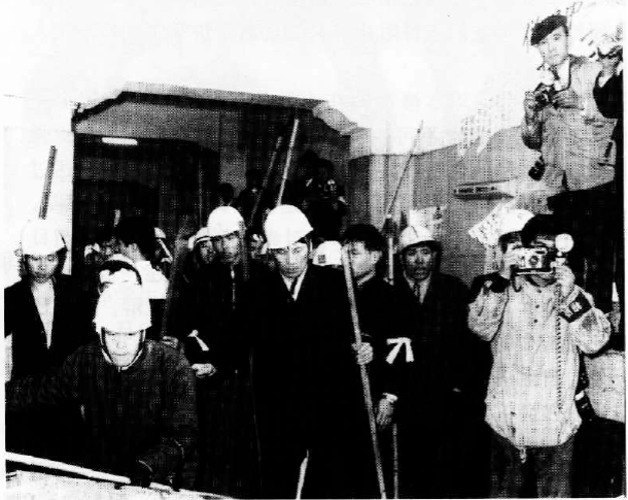
善隣学生会館事件（1967年）における「民青のゲバルト部隊」とされる写真

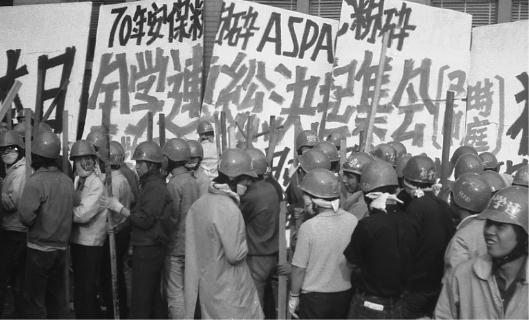
神田カルチェ・ラタン闘争（1968年6月21日）でのゲバ棒とヘルメット、防塵マスクで武装した全学連の学生ら。

ドイツ語のゲバルト（Gewalt, 暴力・権力の意）が語源とされる。日本の学生運動全盛期の「安全ヘルメット（ゲバヘル）」「粉じんマスク」と並んで新左翼デモを象徴する存在である。基本的に、ゲバ棒は新左翼団体の実力行使時に武器として使用される。
角材を武器として意図的に用いたのは1961年のマル学同で、全学連第17回大会における「つるや連合」（社青同、革共同関西派、社学同諸派; 都内飯田橋の旅館つるやで結成されたことからこの名がある）との内ゲバで投入した。当時は角材の使用を指示したマル学同の清水丈夫のペンネーム（岡田新）から「岡田式暴力的衝突を含めた党派闘争」と呼ばれた。
1967年3月の善隣学生会館事件における棍棒や竹竿で武装した民青ゲバルト部隊、同年の第一次羽田闘争で、ゲバ棒の行動様式は確立した。当初はゲバ棒はデモには持参しない風潮があったが、羽田闘争では内ゲバを警戒してゲバ棒を持ったままデモが始まってしまい、そのまま機動隊との衝突に至ったものだった。

## 素材
ゲバ棒はごく一般的な建材として使われる角材をほぼ無加工で用いるのがメジャーであり、安いゲバ棒（すなわち安い素材）だと一撃で破損するほど脆い。資金力のある民青は高価なカシ製のものを用いるなど、木刀に近い強度の物が使われていた。また、ゲバ棒は支援団体などから個人に対して支給されることも多い。
1969年には角材から鉄パイプ、1973年にはバールへとエスカレートしていった。1969年11月16日、蒲田駅周辺で行われた佐藤首相訪米阻止闘争では多数の凶器が押収された。中でも角材が859本であったのに対し、鉄パイプは68本であった。